# Dilobopterus aubei
Dilobopterus aubei är en insektsart som beskrevs av Victor Antoine Signoret 1855. Dilobopterus aubei ingår i släktet Dilobopterus och familjen dvärgstritar. Inga underarter finns listade i Catalogue of Life.